# Hey Baby (Drop It to the Floor)
Hey Baby (Drop it to the Floor) ist ein Song des kubanoamerikanischen Rappers Pitbull zusammen mit T-Pain. Er erschien am 10. September 2010 als Promotionsingle für Pitbulls sechstes Studioalbum Planet Pit.
Der Song wurde von Armando C. Perèz (alias Pitbull), Faheem R. Najm (alias T-Pain) und Sandy Wilhelm (alias Sandy Vee) geschrieben. Letzterer ist auch offizieller Produzent. Der Song brachte es in den US-amerikanischen Billboard-Charts auf Platz 7, in Deutschland auf Platz 24 und in den Jahrescharts der beiden Länder auf 39 bzw. 95.
Hey Baby (Drop it to the Floor) wurde weltweit über 2 Millionen Mal verkauft. Das Musikvideo, das auf Pitbulls offiziellem YouTube-Kanal PitbullVEVO erschienen ist, wurde über 260 Millionen Mal geklickt.
Im Refrain werden Teile des Liedes Push It von Salt ’n’ Pepa gesampelt.

## Kommerzieller Erfolg

### Chartplatzierungen
| ChartsChartplatzierungen       | Höchstplatzierung | Wochen |
| ------------------------------ | ----------------- | ------ |
| Deutschland (GfK)              | 24 (38 Wo.)       | 38     |
| Österreich (Ö3)                | 22 (30 Wo.)       | 30     |
| Schweiz (IFPI)                 | 21 (35 Wo.)       | 35     |
| Vereinigte Staaten (Billboard) | 7 (31 Wo.)        | 31     |
| Vereinigtes Königreich (OCC)   | 38 (10 Wo.)       | 10     |

| ChartsJahrescharts (2011)      | Platzierung |
| ------------------------------ | ----------- |
| Deutschland (GfK)              | 95          |
| Schweiz (IFPI)                 | 66          |
| Vereinigte Staaten (Billboard) | 39          |

### Auszeichnungen für Musikverkäufe
| Land/Region                  | Auszeichnungen für Musikverkäufe (Land/Region, Auszeichnung, Verkäufe) | Verkäufe  |
| ---------------------------- | ---------------------------------------------------------------------- | --------- |
| Australien (ARIA)            | 3× Platin                                                              | 210.000   |
| Dänemark (IFPI)              | Gold                                                                   | 45.000    |
| Deutschland (BVMI)           | Gold                                                                   | 150.000   |
| Frankreich (SNEP)            | —                                                                      | 52.600    |
| Kanada (MC)                  | 3× Platin                                                              | 240.000   |
| Mexiko (AMPROFON)            | Platin                                                                 | 60.000    |
| Neuseeland (RMNZ)            | Platin                                                                 | 15.000    |
| Norwegen (IFPI)              | 4× Platin                                                              | 40.000    |
| Österreich (IFPI)            | Gold                                                                   | 15.000    |
| Schweden (IFPI)              | 3× Platin                                                              | 120.000   |
| Schweiz (IFPI)               | Gold                                                                   | 15.000    |
| Südkorea (KMCA)              | —                                                                      | 77.244    |
| Vereinigte Staaten (RIAA)    | 4× Platin                                                              | 4.000.000 |
| Vereinigtes Königreich (BPI) | Silber                                                                 | 200.000   |
| Insgesamt                    | 1× Silber · 4× Gold · 19× Platin ·                                     | 5.239.844 |

Hauptartikel: Pitbull (Rapper)/Auszeichnungen für Musikverkäufe